# Call of Duty: Infinite Warfare
Call of Duty: Infinite Warfare – komputerowa gra akcji stworzona przez studio Infinity Ward i wydane przez Activision Blizzard 4 listopada 2016 roku. Jest to kolejna gra z serii Call of Duty.

## Fabuła
Kraje na Ziemi utworzyły sojusz (United Nations Space Alliance), aby wspólnie rozpocząć podbój Układu Słonecznego. Niektórzy jednak byli negatywnie nastawieni do tego pomysłu i za ich sprawą powstała inna organizacja (Settlement Defense Front). Organizacja ta rozpętała wojnę przeciwko sojuszowi krajów, a zadaniem gracza jest pokierowanie kapitanem Reyesem – który objął dowodzenie na ogromnym statku wojennym – w taki sposób, aby powstrzymać organizację SDF.